# Brigada 6 Artilerie (1918-1920)
Brigada 6 Artilerie a fost o mare unitate de infanterie, de nivel tactic, din Armata României, care a participat la acțiunile militare postbelice, din perioada 1918-1920, fiind formată din Regimentul 11 Artilerie și Divizionul 11 din Regimentul 16 Obuziere. Brigada a făcut parte din compunerea de luptă a Diviziei 6 Infanterie, comandată de generalul de brigade Nicolae Săndulescu. :p. 319

## Compunerea de luptă
În perioada campaniei din 1919, brigada a avut următoarea compunere de luptă::p. 311
- Brigada 6 Artilerie

- Regimentul 11 Artilerie - comandant: colonel Athanasie Constantinescu
- Divizionul 11 / Regimentul 16 Obuziere - comandant: maior Gheorghe Muscalu

## Participarea la operații

### Campania anului 1919
În cadrul acțiunilor militare postbelice,  Brigada 6 Artilerie a participat la acțiunile militare în dispozitivul de luptă al Diviziei 6 Infanterie, participând la Operația ofensivă la vest de Tisa.:p. 311:p. 311

## Comandanți
- Colonel Nicolae Săndulescu (militar)